# Římskokatolická farnost Ratíškovice
Římskokatolická farnost Ratíškovice je územní společenství římských katolíků s farním kostelem svatého Cyrila a Metoděje v děkanství hodonínském.

## Historie farnosti
Obec Ratíškovice původně náležela k farnosti Dubňany. V polovině patnáctého století byl v obci postaven nejstarší kostel, o jehož zániku nejsou bližší zprávy. Další kaple byla v Ratíškovicích postavena v polovině století sedmnáctého. Mše v ní byly slouženy od roku 1797.  Současný farní kostel byl vybudovaný v roce 1857.

## Duchovní správci
První farář působil v Ratíškovicích od roku 1867. V letech 1980 až 1982 zde byl farářem pozdější biskup Pavel Posád.  Od 1. listopadu 2007 je zde farářem R. D. Jiří Čekal.

## Bohoslužby
| Kostel                    | Místo       | Bohoslužba (den)                           | Hodina                      | Poznámka     |
| ------------------------- | ----------- | ------------------------------------------ | --------------------------- | ------------ |
| svatého Cyrila a Metoděje | Ratíškovice | neděle pondělí středa čtvrtek pátek sobota | 8.00, 10.00 7.30 17.00 7.30 | Farní kostel |

## Aktivity ve farnosti
Na 1. červen připadá Den vzájemných modliteb farností za bohoslovce a bohoslovců za farnosti brněnské diecéze. Adorační den se koná 9. srpna.
Ve farnosti se pravidelně pořádá tříkrálová sbírka. V roce 2014 se při ní v Ratíškovicích vybralo 88 888 korun, v roce 2015 90 629 korun.V roce 2016 se při sbírce vybralo 95 344 korun. 